# Mosaic (Album)
Mosaic ist ein Jazz-Album von Art Blakeys Jazz Messengers. Es wurde am 2. Oktober 1961 im Studio von Rudy Van Gelder in Englewood Cliffs, New Jersey aufgenommen und im folgenden Jahr von Blue Note Records veröffentlicht.

## Das Album
Nach dem Ausscheiden von Lee Morgan kamen 1961 der Trompeter Freddie Hubbard und zusätzlich der Posaunist Curtis Fuller zu den Jazz Messengers und erweiterten Blakeys Band zum Sextett, ohne dabei den grundlegenden Charakter der Band zu verändern. Ihren ersten Auftritt hatten die neuen Jazz Messengers am 17. August 1961 im New Yorker Club Village Gate.
Das Blue Note-Album Mosaic war – nach einer erfolgreichen Japan-Tournee – die erste bedeutende Veröffentlichung einer der legendärsten Messengers-Besetzung; außer Blakey, Hubbard und Fuller spielten der Tenorsaxophonist Wayne Shorter, Pianist Cedar Walton, der für Bobby Timmons in die Band gekommen war, sowie Jymie Merritt am Bass. Diese Formation mit der Shorter/Hubbard/Fuller-Frontline bestand von 1961 bis 1964.
Bei der Mosaic Aufnahme-Session nahm die Band ausschließlich Kompositionen der Bandmitglieder auf, Waltons Mosaic, Hubbards Down Under und Crisis, sowie Curtis Fullers orientalisch anmutendes Arabia. Shorter fungierte als musikalischer Direktor und steuerte seine Komposition Children of the Night bei.

## Bewertung
Cook und Morton bemerken, dass schon im komplexen Titelstück, eine Komposition von Cedar Walton, die Erweiterung um die Posaune der Band eine neue orchestrale Farbe gebe, zusätzlich zu der rhythmischen Kraft von Blakey und dem neuen Pianisten Cedar Walton gegenüber dem eher leichtgewichtigen Bobby Timmons. Leonard Feather hebt die Möglichkeiten des Arrangements hervor, wie dreistimmiges Ensemblespiel oder zweistimmiges Background-Spiel, das den Solisten begleitet. Diese Entwicklung setze sich mit den nachfolgenden Alben Buhaina’s Delight (1961), Ugetsu (1963) und Free for All (1964) fort. Cook und Morton geben Mosaic die höchste Bewertung, der All Music Guide die zweithöchste.

## Die Titel
Mosaic – Blue Note BST 84090
1. Mosaic (Walton) – 8:13
2. Down Under (Hubbard) – 5:29
3. Children of the Night (Shorter) – 8:51
4. Arabia (Fuller) – 9:10
5. Crisis (Hubbard) – 8:33